# 20 Cygni
20 Cygni, som är stjärnans Flamsteed-beteckning, är en ensam stjärna belägen i den norra delen av stjärnbilden Svanen, som också har Bayer-beteckningen d Cygni. Den har en genomsnittlig skenbar magnitud på ca 5,03 och är svagt synlig för blotta ögat där ljusföroreningar ej förekommer. Baserat på parallaxmätning inom Hipparcosuppdraget på ca 16,1 mas, beräknas den befinna sig på ett avstånd på ca 202 ljusår (ca 62 parsek) från solen. Den rör sig närmare solen med en heliocentrisk radialhastighet av ca -22 km/s.

## Egenskaper
20 Cygni är en orange till gul jättestjärna av spektralklass K3 III CN2. Suffixnotationen anger att den har ovanligt starka linjer av dicyan i spektrumet. Den har en massa som är ca 1,3 solmassor, en radie som är ca 13 solradier och utsänder ca 58 gånger mera energi än solen från dess fotosfär vid en effektiv temperatur av ca 4 300 K.
20 Cygni är en misstänkt variabel, som varierar mellan visuell magnitud +5,00 och 5,04 utan någon påvisad periodicitet. Den listas som en av de minst variabla stjärnorna i Hipparcoskatalogen och ändrar dess ljusstyrka med högst 0,01 magnitud.